# Außenpolitik des Vereinigten Königreichs

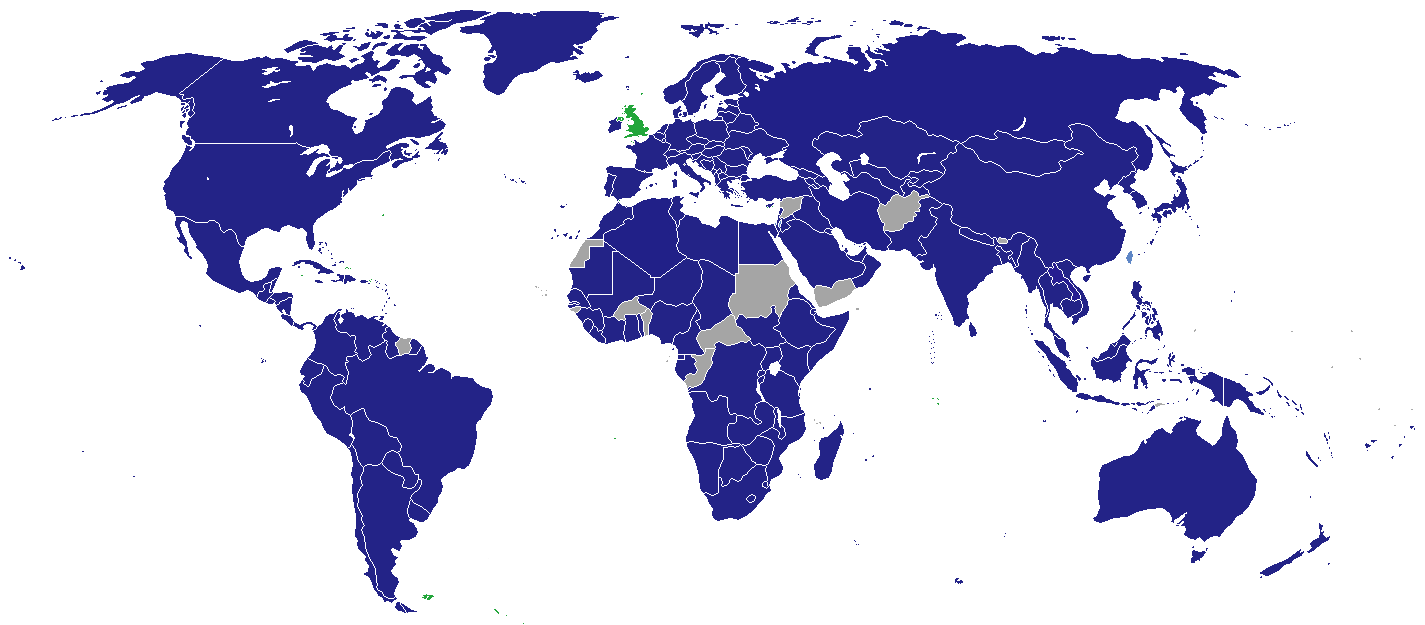
Karte der Staaten mit Botschaften und ständigen Vertretungen des Vereinigten Königreichs auf ihrem Territorium

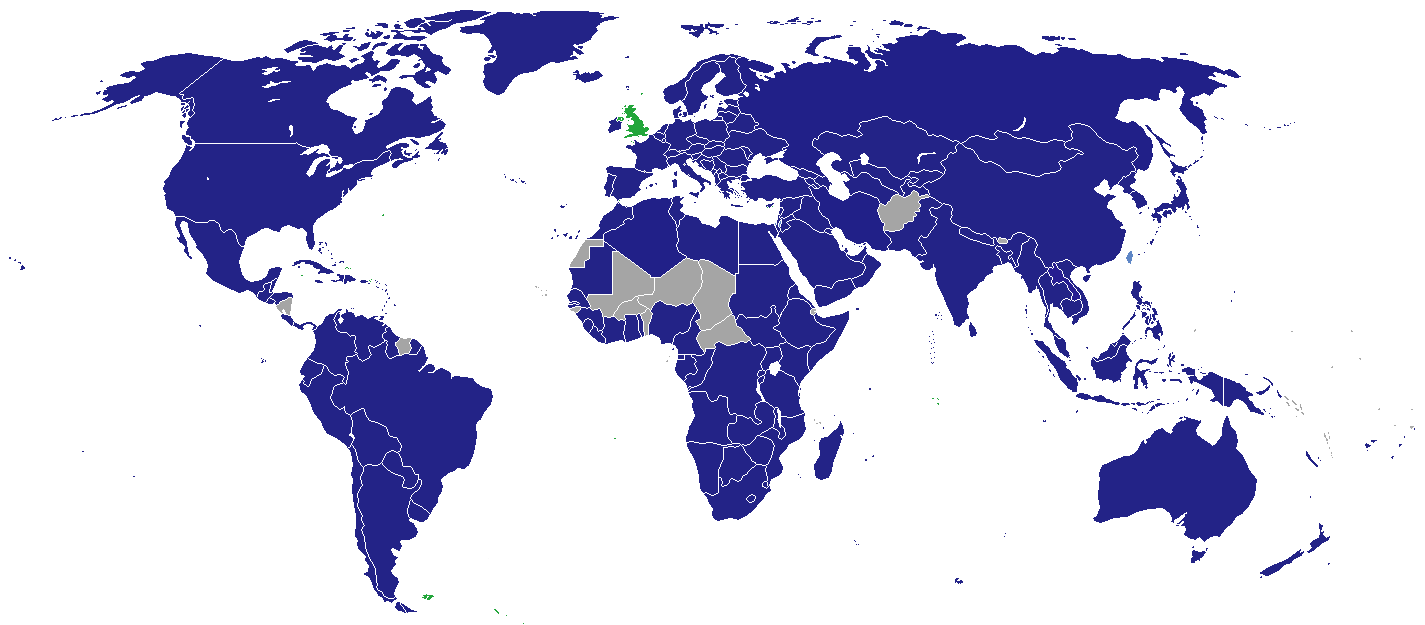
Karte der Staaten mit Botschaften und ständigen Vertretungen im Vereinigten Königreich

Die Außenpolitik des Vereinigten Königreichs vertritt die Werte, Ziele und Interessen des Vereinigten Königreichs und ist vor allem von der Geschichte des Landes als Kernterritorium des Britischen Weltreiches geprägt, das durch seine Stellung als See- und Kolonialmacht eine führende weltpolitische Stellung einnahm.
Der Zäsurcharakter des Zweiten Weltkrieges, aus dem das Land als Mitglied der Alliierten als Siegermacht hervorging, beschleunigte die Dekolonisierung der Nachkriegszeit. Großbritannien verblieben einige Überseeterritorien (beispielsweise die Falklandinseln oder Diego Garcia). Nach einer teils jahrhundertelang anhaltenden Kolonialherrschaft des Vereinigten Königreichs mit vielfältig nachwirkenden politischen, wirtschaftlichen, juristischem, administrativem und sprachlichen Einflüsse der britischen Kultur in aller Welt pflegt es überwiegend gute Beziehungen zum Commonwealth of Nations.
Trotz eines starken relativen Machtverlusts über die zweite Hälfte des 20. Jahrhunderts hinweg nimmt das Vereinigte Königreich weiterhin eine führende Großmachtstellung ein. Es ist ständiges Mitglied des UN-Sicherheitsrates und der NATO. Für mehrere Jahrzehnte war es zudem Mitglied der Europäischen Union. Eine große Rolle spielt die „besondere Beziehung“ des Landes zu den Vereinigten Staaten, deren Art und Umfang jedoch umstritten sind.

## Institutionen

### Nationaler Sicherheitsrat

#### Gründung und Zusammensetzung
Am 12. Mai 2010 nahm der nach amerikanischem Vorbild ausgestaltete Nationale Sicherheitsrat (National Security Council) unter der Leitung des kommissarischen Nationalen Sicherheitsberaters Peter Ricketts seine Arbeit auf. Das Ziel des Gremiums, das in der allgemeinen Kabinettsverwaltung (Cabinet Office) angesiedelt ist, besteht in der Koordinierung aller Aspekte der britischen Außen-, Sicherheits- und Verteidigungspolitik. Ständige Mitglieder des Nationalen Sicherheitsrates sind der Premierminister und sein Stellvertreter, der Schatzkanzler, die Außen-, Verteidigungs-, Innen-, Energiesicherheits- und Entwicklungshilfeminister des Landes, sowie der Oberste Staatssekretäre des Schatzkanzlers, der Staatssekretäre des Innenministers für Sicherheitsfragen und der Kabinettssekretär für Regierungsangelegenheiten. Bei Bedarf kann das Gremium weitere Kabinettsmitglieder hinzuziehen.

#### Sicherheitspolitische Konzepte und Grundlagen
Zu Beginn seiner Arbeit strebte der Nationale Sicherheitsstrategie (NSS) eine Konzeptionierung und Verstetigung der britischen Sicherheitspolitik an, sowie die Erarbeitung von Prioritäten bei der Gewährleistung von Sicherheit. Dazu erarbeitete das Gremium vier hierarchisch angeordnete Paradigmen der Sicherheitspolitik. In absteigender Reihenfolge sind dies der strategische Kontext britischer Sicherheitspolitik; ihre Ziele; die Mittel, um diese zu erreichen, und zuletzt die dazu zur Verfügung stehenden Ressourcen. Mit dem Kontext und den Zielen britischer Sicherheitspolitik sollte sich eine Nationale Sicherheitsstrategie befassen, während ein Bericht zur Verteidigungspolitik und zur langfristigen Planung des Verteidigungsbudgets Mittel und Ressourcen behandeln sollte. Das Cabinet Office der Vorgängerregierung unter der Führung Gordon Browns hatte bereits im März eine Nationale Sicherheitsstrategie herausgegeben, jedoch ohne die institutionelle Unterstützung des noch nicht gegründeten Sicherheitsrates.
Im Oktober 2010 veröffentlichte die britische Regierung in zweitägiger Abfolge die zweite Nationale Sicherheitsstrategie des Landes (National Security Strategy) und ein verteidigungspolitisches Dokument mit besonderem Blick auf bevorstehende Einsparungen, die Strategic Defence and Security Review (SDSR, deutsch etwa: „Überprüfung der gegenwärtigen Verteidigungs- und Sicherheitspolitik“). Prinzipiell strebte die Nationale Sicherheitsstrategie den Schutz vor einer sich stetig verbreiternden Palette von Sicherheitsrisiken bei gleichzeitiger langfristigen Beeinflussung der internationalen Sicherheitslage zugunsten des ügung stehenden politischen, diplomatischen, wirtschaftlichen, juristischen und militärischen Mittel. Unter dem Begriff des National Risk Register (deutsch, ungefähr: „Nationaler Risikenkatalog“) umfasste bereits die erste NSS eine nach Wirkung und Wahrscheinlichkeit gewichtete Liste aller bis dahin erfassten Sicherheitsrisiken.
Die Strategic Defence and Security Review nahm bereits zu Amtsantritt der konservativ-liberalen Regierungskoalition David Camerons im Rahmen ihres entschlossenen Sparkurses eine hohe Priorität ein. Mit Näherrücken des Veröffentlichungstermins nahm die britische Öffentlichkeit, von in der Presse durchdringenden Details begleitet, zunehmend Anteil an der Debatte um das Vorhaben. Bei Veröffentlichung des Dokuments überwog sowohl die öffentliche als auch die professionelle Kritik. Einer nichtrepräsentativen Umfrage der Denkfabrik RUSI, die bei verteidigungspolitischen Beratungen und Ansätzen eine zentrale Rolle einnimmt, stimmten mehr als 2.000 Angehörige der sicherheitspolitischen Eliten des Landes dem Grundanliegen der SDSR zu, übten jedoch starke Detailkritik.

## Beziehungen von besonderem Interesse

### Commonwealth of Nations

Heutige Commonwealth realms
Ehemalige Commonwealth realms

In 16 der 53 Länder, die dem Commonwealth angehören, ist die britische Königin das Staatsoberhaupt. Diese Gebiete werden „Commonwealth Realm“ genannt.
Generell genießt die EU für die britische Außenpolitik aufgrund der viel schärfer abzugrenzenden Interessen Vorrang gegenüber dem Commonwealth. So sprach sie sich gegenüber den kulturell nahestehenden Ländern Australien und Neuseeland für die französischen Kernwaffentests in der Südsee aus. Simbabwe wurde aufgrund der autoritären Führung Robert Mugabes ausgeschlossen, genauso wie Pakistan, welches aber zurückkehren durfte.
Grundsätzlich dürfen alle Länder des Commonwealth ihre Mitgliedschaften beibehalten, wenn sie sich dazu entschließen, Republiken zu werden, solange sie demokratisch ausgerichtet bleiben.

### Europäische Union
Nach dem Zweiten Weltkrieg gab das Vereinigte Königreich seine Politik der „Balance of Power“, also dem Ausgleich der Machtverhältnisse auf dem Kontinent, zugunsten einer langfristigen Kooperation mit den europäischen Nachbarn auf. Seitdem hat das Land positive Bindungen zur Europäischen Union und seinen Mitgliedern. Kritikpunkte waren die Weigerung des Vereinigten Königreichs, den Euro einzuführen, die Gemeinsame Agrarpolitik der Europäischen Union sowie für manche Länder die enge Bindung an die USA.
Nach einem Referendum im Jahr 2016 trat das Vereinigte Königreich 2020 aus der Europäischen Union aus. Die zukünftigen Beziehungen zur EU sollen in einer Übergangsphase nach dem Austritt verhandelt werden.

### China
Die Chinesen sind im frühen 21. Jahrhundert zu einem der wichtigsten Handelspartner der Briten aufgestiegen. Verbindungen zwischen beiden Ländern bestehen besonders durch die ehemalige britische Kolonie Hongkong, die 1997 nach Verhandlungen an China zurückgegeben wurde. Durch das chinesische Sicherheitsgesetz für Hongkong von 2020 haben sich die Beziehungen allerdings eingetrübt, da die britische Regierung dieses als Bruch der chinesisch-britischen gemeinsame Erklärung zu Hongkong von 1984 betrachtete, und Bürgern aus Hongkong Asyl gewährte.

### Deutschland
Nach der Bedingungslosen Kapitulation der Wehrmacht schufen die vier Siegermächte vier Besatzungszonen. Das Vereinigte Königreich besetzte und verwaltete eine Zone (britische Besatzungszone), in der die heutigen Länder NRW, Niedersachsen und Schleswig-Holstein liegen. Der 1947 beginnende Kalte Krieg zwischen dem Westen und den Ländern im Machtbereich der (bis 1953 von Stalin regierten) Sowjetunion (Ostblock) hatte zur Folge, dass die drei Westmächte (darunter das Vereinigte Königreich) und die 1949 gegründete Bundesrepublik Deutschland viele gleiche Interessen und Sicherheitsbedürfnisse hatten. Die durch die Zeit des Nationalsozialismus und den Zweiten Weltkrieg belasteten Beziehungen wurden eine freundschaftliche Partnerschaft. Hunderttausende britische Soldaten waren seit dem Kriegsende auf westdeutschem Boden stationiert und lernten es kennen.
1990 erlaubten die drei Westmächte die deutsche Wiedervereinigung. Im Juli 1990 trübte die Chequers-Affäre die Beziehungen. Die damalige britische Premierministerin Margaret Thatcher trat aus anderen Gründen am 28. November 1990 zurück. Unterschiedliche Auffassungen über den Irakkrieg (März bis Mai 2003) belasteten das Verhältnis zeitweise (später stellte sich heraus, dass die Begründung des Irakkriegs falsch gewesen war); damals regierten das rot-grüne Kabinett Schröder II und das Kabinett Blair II.

### Frankreich
Trotz einer jahrhundertelangen Erbfeindschaft verfügen Frankreich und das Vereinigte Königreich aufgrund zweier gemeinsam gefochtener Weltkriege über gute Beziehungen zueinander. Unterschiedliche Meinungen bestehen jedoch aufgrund des Irakkrieges und der Gemeinsamen Agrarpolitik.

### Irland
Das Vereinigte Königreich unterhält freundschaftliche Beziehungen zur Republik Irland und arbeitet intensiv mit ihr an einer Lösung des Nordirlandkonflikts. Dem Ireland Act von 1949 zufolge werden irische Staatsbürger auf britischem Territorium wie die Angehörigen eines Commonwealth-Staates behandelt, und nicht wie Ausländer. Mit Abschluss des Karfreitagsabkommens verzichtete Irland auf seinen Gebietsanspruch auf Nordirland.

### Zypern
Zypern ist ehemalige britische Kolonie (Britisch-Zypern). Dort betreiben die Streitkräfte des Vereinigten Königreichs zwei Stützpunkte. Darüber hinaus garantiert das Vereinigte Königreich die Unabhängigkeit der Republik Zypern.

## Mitgliedschaft bei internationalen Organisationen
- Afrikanische Entwicklungsbank
- Asiatische Entwicklungsbank
- Australische Gruppe
- Bank für Internationalen Zahlungsausgleich
- Bewegung der Blockfreien Staaten (Gast)
- Beobachtermission der Vereinten Nationen für Irak und Kuwait
- Beobachtermission der Vereinten Nationen in Georgien
- Commonwealth of Nations
- Customs Coordination Council
- Ernährungs- und Landwirtschaftsorganisation der Vereinten Nationen
- Euro-Atlantischer Partnerschaftsrat
- Europäische Bank für Wiederaufbau und Entwicklung
- Europäische Investitionsbank
- Europäische Organisation für Kernforschung
- Europäische Politische Gemeinschaft
- Europäische Weltraumorganisation
- Europarat
- Friedenstruppe der Vereinten Nationen in Zypern
- G6, G7, G10, G20
- Gruppe der Kernmaterial-Lieferländer
- Hilfswerk der Vereinten Nationen für Palästina-Flüchtlinge im Nahen Osten
- Hoher Flüchtlingskommissar der Vereinten Nationen
- Inmarsat
- Intelsat
- Interamerikanische Entwicklungsbank
- Internationale Arbeitsorganisation
- Internationale Atomenergie-Organisation
- Internationale Bank für Wiederaufbau und Entwicklung
- Internationaler Bund Freier Gewerkschaften
- Internationale Entwicklungsorganisation
- Internationale Energieagentur
- Internationale Fernmeldeunion
- Internationale Finanz-Corporation
- Internationaler Fonds für landwirtschaftliche Entwicklung
- Internationale Handelskammer
- Internationale Hydrografische Organisation
- Internationales Olympisches Komitee
- Internationale Organisation für Migration (Beobachter)
- Internationale Organisation für Normung
- Internationale Rotkreuz- und Rothalbmond-Bewegung
- Internationale Seeschifffahrts-Organisation
- Internationaler Strafgerichtshof
- Internationaler Währungsfonds
- Internationale Zivilluftfahrtorganisation
- Interpol
- Konferenz der Vereinten Nationen für Handel und Entwicklung
- Mission der Vereinten Nationen in Bosnien-Herzegowina
- Mission der Vereinten Nationen in der Demokratischen Republik Kongo
- Mission der Vereinten Nationen in Sierra Leone
- NATO
- Karibische Entwicklungsbank
- Nuclear Energy Agency
- Organisation Amerikanischer Staaten (Beobachter)
- Organisation für wirtschaftliche Zusammenarbeit und Entwicklung
- Organisation für das Verbot chemischer Waffen
- Organisation für Sicherheit und Zusammenarbeit in Europa
- Organisation der Vereinten Nationen für Erziehung, Wissenschaft und Kultur
- Organisation der Vereinten Nationen für industrielle Entwicklung
- Pazifische Gemeinschaft
- Sicherheitsrat der Vereinten Nationen (ständiges Mitglied)
- Übergangsverwaltungsmission der Vereinten Nationen im Kosovo
- Universität der Vereinten Nationen
- Vereinte Nationen
- Welthandelsorganisation
- Weltpostverein
- Weltgesundheitsorganisation
- Weltorganisation für geistiges Eigentum
- Weltorganisation für Meteorologie
- Westeuropäische Union
- Wirtschaftskommission für Afrika (assoziiert)
- Wirtschaftskommission für Europa
- Wirtschaftskommission für Lateinamerika und die Karibik
- Wirtschafts- und Sozialkommission für Asien und den Pazifik
- Zangger Committee

## Belege und Anmerkungen
1. ↑  vgl. Cabinet Office:  Establishment of a National Security Council (Memento vom 17. März 2011 im Internet Archive), 12. Mai 2010, abgerufen am 11. April 2011.
2. ↑  Cabinet Office: National Security Council – Who's who, undatiert. Abruf am 11. April 2011.
3. 1 2  vgl.: Fact Sheet 1: Our Approach to the National Security Strategy (Memento vom 20101020010705), undatiert. Abruf am 11. April 2011.
4. ↑  Royal United Services Institute:  RUSI SURVEY: SDSR was a ‘lost opportunity’ according to two-thirds of defence and security community (Memento vom 7. Februar 2011 im Internet Archive), 28. Oktober 2010, abgerufen am 11. April 2011.